# 八女郵便局
八女郵便局（やめゆうびんきょく）は福岡県八女市にある郵便局。民営化前の分類では集配普通郵便局であった。

## 概要
住所：〒834-8799 福岡県八女市本村75-2

## 沿革
- 1873年（明治6年）9月15日 - 福島（ふくしま）郵便取扱所として開設[1]。
- 1875年（明治8年）1月1日 - 福島郵便局（五等）となる。
- 1876年（明治9年） - 為替取扱を開始。
- 1879年（明治12年） - 貯金取扱を開始。
- 1892年（明治25年）1月16日 - 福島郵便電信局となる。
- 1903年（明治36年）4月1日 - 通信官署官制の施行に伴い福島郵便局となる。
- 1945年（昭和20年）2月6日 - 特定郵便局から普通郵便局に局種別改定[2]。
- 1949年（昭和24年）2月1日 - 筑後福島郵便局に改称[3]。
- 1954年（昭和29年）5月11日 - 八女郵便局に改称[4]。
- 1955年（昭和30年）5月16日 - 岡山郵便局から集配業務を移管。
- 1979年（昭和54年）7月9日 - 八女市本町から、同市本村に局舎を新築、移転。同日より、和文電報受付および電話通話業務を開始。
- 1990年（平成2年）10月1日 - 辺春郵便局から集配業務を移管。
- 1998年（平成10年）9月1日 - 外国通貨の両替および旅行小切手の売買に関する業務取扱を開始。
- 2007年（平成19年）10月1日 - 民営化に伴い、併設された郵便事業八女支店に一部業務を移管。
- 2012年（平成24年）10月1日 - 日本郵便株式会社発足に伴い、郵便事業八女支店を八女郵便局に統合。

## 取扱内容
- 郵便、印紙、ゆうパック、内容証明
- 貯金、為替、振替、振込、国際送金、外貨両替・トラベラーズチェック、国債、投資信託
- 生命保険、バイク自賠責保険、自動車保険
- ゆうちょ銀行ATM
- 八女市内の一部地域の集配業務
- ゆうゆう窓口

## 周辺
- 八女総合庁舎
- 八女消防署
- 国道3号
- 国道442号

## アクセス
- 堀川バス 日の出町停留所下車
- 九州自動車道 八女ICから東へ約4.5km
- 駐車場あり：18台